# ヤマク食品
ヤマク食品株式会社（ヤマクしょくひん）は、徳島県板野郡藍住町に本社を置く味噌や煮豆、甘酒などの発酵食品を中心に製造する企業。

## 会社概要
- 社名：ヤマク食品株式会社
- 代表者：久次米貴史
- 本社所在地：徳島県板野郡藍住町奥野字乾170-1
- 創立：1894年（明治27年）
- 資本金：20,000,000円

## 沿革
- 明治27年(1894年)：久次米伊勢吉商店創立、営業開始
- 昭和12年(1937年)：合名会社久次米伊勢吉商店に改組
- 昭和22年(1947年)：有限会社久次米又市商店に改組
- 昭和40年(1965年)：ヤマク食品株式会社に改組

## 商品情報
- 味噌：御膳味噌、ねさし味噌、白味噌、無添加味噌、柚子金山寺味噌　など
- 煮豆：こんぶ豆、ごもく豆、きんとき豆、黒豆　など
- 甘酒
- わらびもち
- ういろう
- テンペ
- ごまどうふ

ほか

## 営業所
大阪営業所
- 住所：大阪府大阪市此花区梅香3-4-12

北近畿営業所
- 住所：兵庫県丹波市春日町新才505-2

関東営業所
- 住所：神奈川県南足柄市沼田100-1

## テレビCM
- 本社のある徳島県域局の四国放送、岡山県・香川県のテレビ局（全局で放送されるがテレビせとうちで見かける回数が多い）、サンテレビ（兵庫県のテレビ局）、テレビ神奈川、鳥取県・島根県を放送区域とする日本海テレビでも流れる。